# Ɔ᷆
Cette page contient des caractères spéciaux ou non latins. S’ils s’affichent mal (▯, ?, etc.), consultez la page d’aide Unicode.
Ɔ᷆, appelé O ouvert macron-grave, est un graphème utilisé dans les écritures du bassa.
Il s'agit de la lettre O ouvert diacritée d'un macron-grave.

## Représentations informatiques
Le O ouvert macron-grave peut être représenté avec les caractères Unicode suivants :
- décomposé (latin de base, diacritiques)[1],[2],[3] :

| formes    | représentations | chaînes de caractères | points de code | descriptions                                              |
| --------- | --------------- | --------------------- | -------------- | --------------------------------------------------------- |
| capitale  | Ɔ᷆               | Ɔ◌᷆                    | U+0186 U+1DC6  | lettre majuscule latine o ouvert diacritique macron-grave |
| minuscule | ɔ᷆               | ɔ◌᷆                    | U+0254 U+1DC6  | lettre minuscule latine o ouvert diacritique macron-grave |